# تل بازموسیان

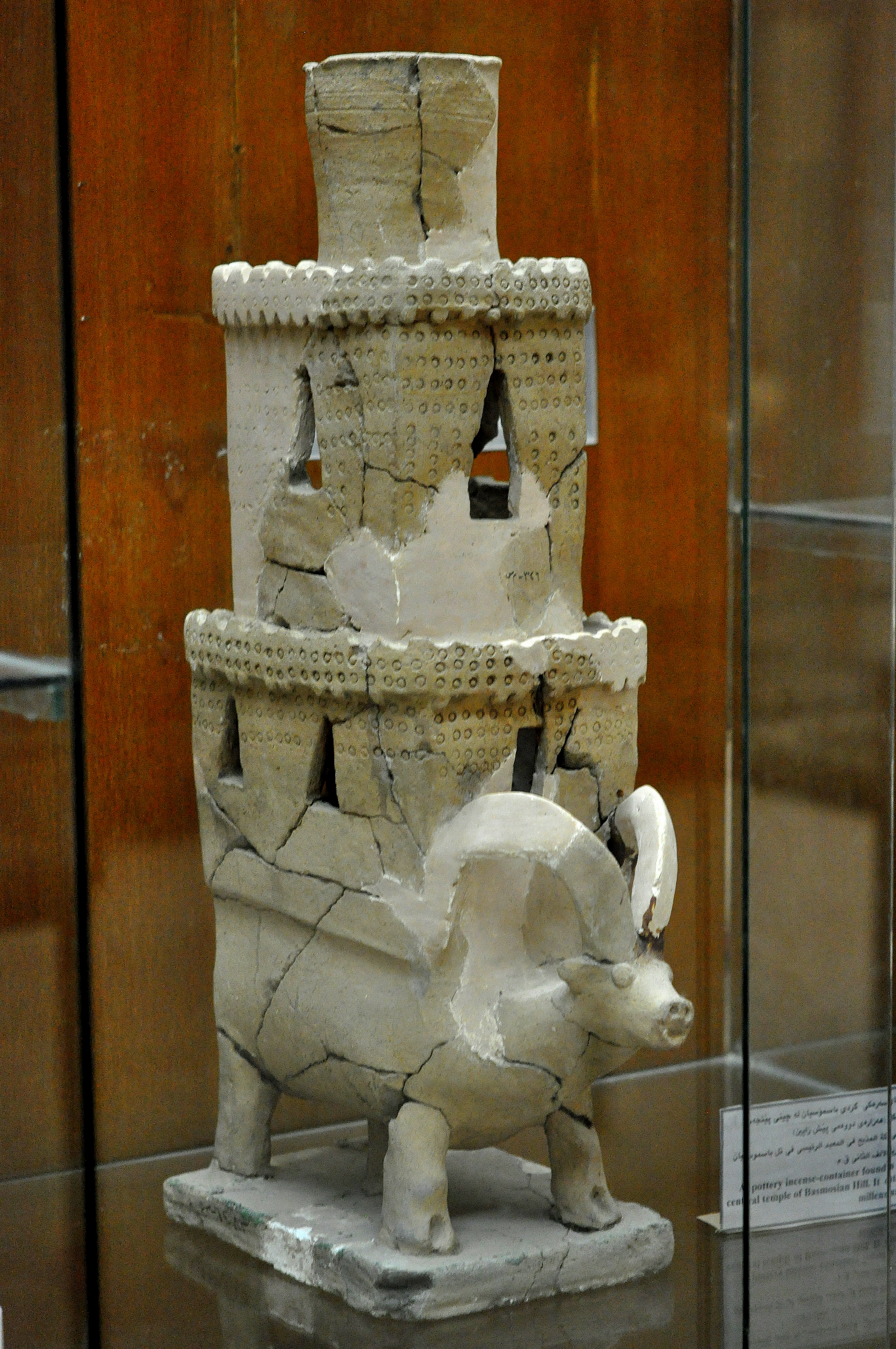
ظرف بخور حوریانی از تپه بازموسیان، موزه سلیمانیه

تل بازموسیان (انگلیسی: Tell Bazmusian) یا تپه بازموسیان یک محوطه باستانی در کرانهٔ راست زاب کوچک در دشت رانیه (استان سلیمانیه، عراق) است. کاوش در این محوطه بین سال‌های ۱۹۵۶ تا ۱۹۵۸ انجام شد؛ فصل نخست توسط ابوالسوف و دو فصل دیگر توسط ع. ال‌تکریتی، در چارچوب یک پروژهٔ باستان‌شناسی نجات صورت گرفت تا آثار فرهنگی‌ای که با ساخت سد دوکان و ایجاد دریاچه دوکان زیر آب می‌رفتند، مستند شوند. دو فصل پایانی این کاوش تاکنون منتشر نشده‌اند.
افزون بر تپه بازموسیان، در جریان این عملیات چهار محوطهٔ دیگر نیز کاوش شدند: الدَم، کَمَریان، قَراشینه و تل شمشاره. بازموسیان یک تَلّ یا تپهٔ استقراری است با محیطی برابر با ۱٬۵۰۰ متر (۴٬۹۰۰ فوت) و بلندی ۲۳ متر (۷۵ فوت). این محوطه همراه با تپه شمشاره، از بزرگ‌ترین مکان‌های باستانی در دشت رانیه به‌شمار می‌رود. در آغاز کاوش‌ها، دامنهٔ جنوب‌شرقی تپه با روستایی اشغال شده بود که تنها در آغاز سدهٔ بیستم بنیان نهاده شده بود. امروزه این محوطه در زیر آب‌های دریاچه دوکان قرار دارد.
کاوش‌ها ۱۶ لایهٔ استقراری را آشکار کرده‌اند که از دورهٔ فرهنگ سامراء (هزاره ششم پیش از میلاد) تا سدهٔ نهم میلادی را در بر می‌گیرند. یافته‌های لایهٔ I شامل پی‌سازی‌هایی با قلوه‌سنگ، سفال‌های سده نهم میلادی و خشت خام بوده‌اند. لایهٔ II نیز شامل آثاری اسلامی بوده است. در لایهٔ III که به اواخر هزاره دوم پیش از میلاد مربوط می‌شود، یک نیایشگاه تک‌اتاقه با دیوارهای ضخیم خشتی شناسایی شد. سفال‌های این لایه نیز به میانه تا اواخر هزاره دوم پیش از میلاد تعلق دارند. در گودالی در بیرون این نیایشگاه، چند قطعهٔ لوح رسی به‌دست آمد. هرچند این الواح به‌دلیل آسیب‌دیدگی خوانا نبودند، اما از روی ویژگی‌های سبک‌شناختی آن‌ها را به دورهٔ امپراتوری آشور نسبت داده‌اند. نسخه‌ای قدیمی‌تر از همین نیایشگاه در لایهٔ IV نمایان شده است. در لایهٔ V، دیوارهای خشتی اندود شده کشف شده‌اند. لایه‌های VI تا XVI شامل آثاری مربوط به هزاره سوم پیش از میلاد، دوره اوروک و فرهنگ‌های سامرا و فرهنگ حلافی بوده‌اند، اما هنوز گزارشی از این یافته‌ها منتشر نشده است.